# Gran Depresión de la agricultura británica
La Gran Depresión de la agricultura británica se produjo a finales del siglo XIX y suele fecharse entre 1873 y 1896. Al mismo tiempo que la Gran Depresión global, la depresión agrícola de Gran Bretaña fue causada por la caída espectacular de los precios de los cereales, con lo cual prosiguió la apertura de las praderas estadounidenses para el cultivo en la década de 1870; y el advenimiento del transporte barato, con el surgimiento de los barcos de vapor. La agricultura británica no se recuperó de esta depresión hasta después de la Segunda Guerra Mundial.

## De fondo
En 1846, el Parlamento británico derogó las Leyes de cereales que habían impuesto aranceles sobre las importaciones de grano e instituyó de facto el libre comercio. Había una creencia generalizada de que el libre comercio reduciría los precios de inmediato. Sin embargo, esto no ocurrió durante los 25 años posteriores a la derogación; los años 1853 a 1862 fueron descritos por Lord Ernle como la «edad dorada de la agricultura inglesa». Este periodo de prosperidad fue causado por el aumento de precios, debido al descubrimiento de oro en Australia y California, lo que alentó la demanda industrial. Los precios de los cereales cayeron de 1848 a 1850, pero volvieron a subir desde 1853, con la guerra de Crimea (1853-1856) y la guerra civil estadounidense (1861-1865), impidiendo la exportación de cereales de Rusia y Estados Unidos, protegiendo así a los británicos de los efectos de libre comercio.
El Reino Unido disfrutó de una serie de buenas cosechas (excepto en 1860) y el área de tierra cultivada se expandió, con el aumento de valor de la tierra y el aumento de inversiones en drenaje y edificios. En opinión del historiador Robert Ensor, la tecnología empleada en la agricultura británica era superior a la mayoría de la agricultura del continente, debido a más de un siglo de investigación práctica y experimentación: «Sus razas eran las mejores, sus cultivos los más científicos, sus rendimientos los más altos». Ernle afirmó que «los cultivos alcanzaron límites que la producción nunca ha superado y que, probablemente, en la medida en que se pueda predecir algo seguro o desconocido, nunca se supere».

## Causas

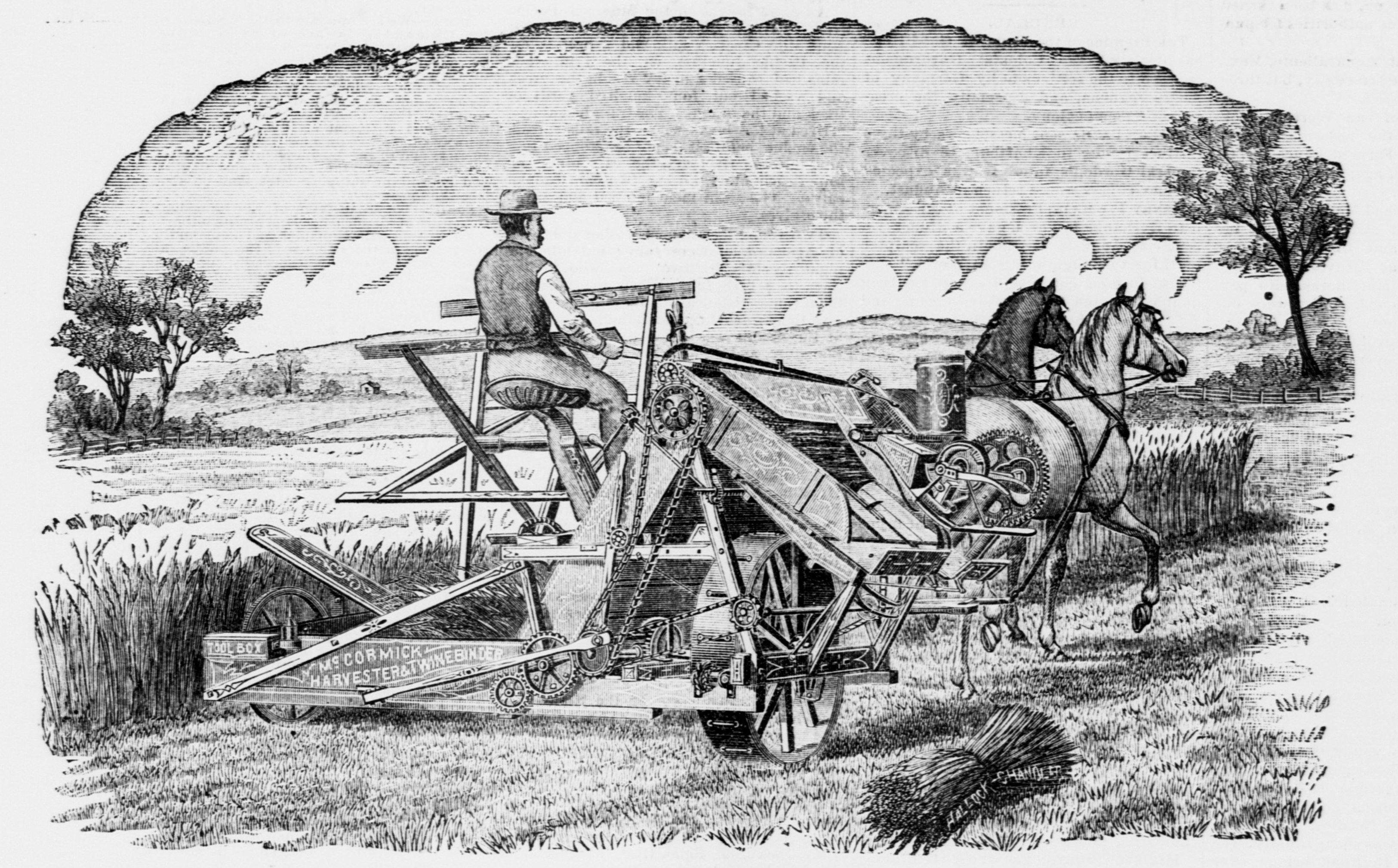
Un dibujo de 1884 de un granjero estadounidense con una segadora.

En 1862, el Congreso de los Estados Unidos aprobó el Homestead Act que abrió a la colonización de una gran parte del Medio Oeste. Los Estados Unidos también fue testigo de un gran aumento de los ferrocarriles, principalmente a través de las praderas. En 1860, los Estados Unidos poseían unos 50.000 kilómetros de ferrocarril, mientras que hacia 1880, estas habían aumentado hasta los 151.000 kilómetros aproximadamente. Las compañías ferroviarias alentaron a los agricultores-colonos, prometiendo transportar sus cosechas con un coste reducido durante varios años.
Gracias al progreso tecnológico del transporte marítimo, por primera vez había multitud de barcos de vapor a bajo precio para transportar las cosechas a través del Atlántico. Esto redujo los costes de transporte: en 1873, el precio del flete de una tonelada de grano desde Chicago a Liverpool era de £37s, en 1880 había bajado a £21s y en 1884, estaba en £14s. Los nuevos inventos en maquinaria agrícola también ayudaron a los agricultores de las praderas estadounidenses. Debido a la escasez de mano de obra agrícola, los colonos tenían que recolectar su propia cosecha y el límite de la expansión de su producción estaba fijado por lo que podía hacer una persona. La llegada de la segadora en 1873 revolucionó la recolección, ya que significó la duplicación de la cosecha de cada agricultor, al permitir que la siega fuera efectuada por una sola persona en lugar de dos. Por estas razones, las importaciones a bajo precio de grandes cantidades de trigo procedentes de las praderas estadounidenses inundaron el mercado, y socavaron a los productores británicos.
Las malas cosechas de 1875, 1877, 1878, y muy particularmente, el húmedo verano de 1879 ocultaron las causas de la depresión. El duque de Bedford escribía en 1897 que «los agricultores y la nación en general eran igual de insensibles al carácter real de la depresión [...] El transporte marítimo barato ya había abierto el mercado inglés a los cereales de cuatro continentes [...] Es fácil ser sabio a posteriori, pero es extraño que una catástrofe que ya no era simplemente inminente, sino que de hecho ya había tenido lugar, haya sido considerada por los más juiciosos como una nube pasajera». En temporadas anteriores de malas cosechas, los agricultores se vieron compensados por los altos precios provocados por la escasez. Sin embargo, los agricultores británicos ya no podían confiar en los altos precios, debido a las importaciones estadounidenses baratas.

## Efectos
Entre 1871–75 y 1896–1900, la importación de trigo y harina aumentó en un 90%, la de carne fue de 300% y la de mantequilla y queso del 110%. El precio del trigo en Gran Bretaña declinó de 56s 0d el cuarto en 1867-71 a 27s 3d en 1894-98. El punto más bajo llegó en 1894–95, cuándo los precios alcanzaron su nivel más bajo en 150 años: 22s 10d. En vísperas de la depresión, la cantidad total de tierra de cultivo de cereales era de 3.817.000 hectáreas, mientras que en 1898, esta había descendido hasta 2.995.000 hectáreas, una disminución de aproximadamente el 22%. Durante este mismo periodo, la cantidad de tierras dedicadas a pastos permanentes, en lugar de a cultivos, aumentó un 19%. En 1900, la tierra de cultivo de trigo era solo un poco más del 50% del total de 1872, y se redujo aún más hasta 1914.
La depresión también aceleró la despoblación rural británica. El censo de 1881 mostraba una disminución de 92.250 trabajadores agrícolas desde 1871 y un aumento de 53.496 trabajadores urbanos. Muchos de ellos habían sido trabajadores agrícolas que emigraron a las ciudades para encontrar empleo. Entre 1871 y 1901, la población de Inglaterra y Gales aumentó en un 43%, pero la proporción de trabajadores agrícolas varones disminuyó en más de un tercio. Según James Caird, en su testimonio ante la Royal Commission on the Depression in Trade and Industry en 1886, los ingresos anuales de los dueños, inquilinos y trabajadores se habían reducido en £42.800.000 desde 1876. Ningún otro país fue testigo de una transformación social y la política británica en este ramo contrastó con las adoptadas en el resto del continente. Todos los países productores de trigo impusieron aranceles a raíz de la explosión de la producción de trigo de las praderas estadounidenses, excepto Gran Bretaña y Bélgica. Posteriormente, El Reino Unido se convirtió en el principal y más industrializado país, con la menor proporción de sus recursos dedicados a la agricultura.
La dependencia británica de los cereales importados durante la década de 1830 fue del 2%; durante la década de 1860 fue del 24%; durante la década de 1880 fue del 45% (en el caso del maíz alcanzó un elevado 65%). En 1914, Gran Bretaña dependía de las importaciones para las cuatro quintas partes de su trigo, y el 40% de su carne.

### Efectos sociales
Entre 1809 y 1879, el 88% de los millonarios británicos eran terratenientes; entre 1880 y 1914, esta cifra se redujo al 33% y cayó aún más después de la Primera Guerra Mundial. Durante los primeros tres cuartos del siglo XIX, la aristocracia terrateniente británica era la clase más rica del país más rico del mundo. En 1882, Charles George Milnes Gaskell escribió que «el gran aumento en el poder de transporte de los barcos, las instalaciones de intercambio con países extranjeros, [y] el abaratamiento de los cereales y la carne» significó que económica y políticamente, la vieja clase terrateniente ya no eran los aristócratas británicos, sino hombres de negocios estadounidenses como Henry Ford, John D. Rockefeller y Andrew W. Mellon, quienes obtenían su riqueza de la industria en lugar de la tierra. A finales del siglo XIX, los fabricantes británicos eclipsaron a la aristocracia como la clase más rica de la nación. Como Arthur Balfour declaró en 1909: «La mayor parte de las grandes fortunas se encuentran ahora en un estado muy líquido [...] No consisten en grandes haciendas, vastos parques y castillos, y todo lo demás».

## Respuestas
Benjamin Disraeli, primer ministro al comienzo de la depresión, había sido antaño un firme defensor de las leyes del grano y había anticipado la ruina de la agricultura si estas eran derogadas. Sin embargo, a diferencia de la mayoría de los otros gobiernos europeos, su gobierno no revivió los aranceles sobre los cereales importados para salvar a sus granjeros y agricultores. Pese a los llamamientos de los terratenientes para que se reintrodujeran las leyes arancelarias, Disraeli respondió diciendo que el problema estaba resuelto y la protección era impracticable. Ensor afirmó que la diferencia entre Gran Bretaña y el continente se debía a que este último tenía servicio militar obligatorio: se pensaba que los hombres del campo eran los más adecuados como soldados, pero en Gran Bretaña, sin un ejército de reclutas, eso no era aplicable.
También afirmó que Los británicos apostaban su futuro a quedarse siendo "el taller del mundo", como la nación líder de la  manufactura. Robert Blake afirmó que Disraeli fue disuadido de reinstaurar la protección, porque la clase trabajadora urbana disfrutaba de alimentos importados baratos en un momento de depresión industrial y aumento de desempleo. Con el derecho al voto de Disraeli en 1867, los votos de los trabajadores fueron cruciales en una elección general y no quería enemistarse con ellos.
Sin embargo, el gobierno de Disraeli nombró una Comisión Real sobre la depresión agrícola que atribuyó la depresión a malas cosechas y competencia extranjera. Su informe final de 1882 recomendó cambiar la carga de los impuestos locales de los bienes inmuebles al Fondo Consolidado y la creación de un departamento gubernamental para la agricultura. El nuevo gobierno, una administración liberal de William Ewart Gladstone, hizo poco. El gobierno de Sir Salisbury fundó la Junta de Agricultura en 1889.
Tras una serie de sequías a principios de la década de los 1890, el gobierno de Gladstone nombró otra Comisión Real para la depresión de 1894. Su informe final encontró que la competencia extranjera era la principal causa de la caída de los precios. Recomendó cambios en la tenencia de la tierra, los diezmos, la educación y otros elementos menores.

## Otras Lecturas
- E. J. T. Collins (ed.), The Agrarian History of England and Wales. Volume VII: 1850-1914 (Cambridge: Cambridge University Press, 2011).

- Datos: Q2456786